# Peter Lindegaard (erhvervsmand)
 Der er flere personer med dette navn, se Peter Lindegaard.
Peter Lindegaard (født 15. februar 1955 i Kolding) er en dansk erhvervsmand.
Han er student fra Kolding Gymnasium 1974 og blev cand.oecon. fra Aarhus Universitet 1980. Fra 1980 til 2004 var han ansat i Falck, heraf 14 år som direktør (heraf syv år i Sverige). I 2005 blev han administrerende direktør for Berlingske Tidende A/S, hvilket han var til 2008, da han forlod koncernen efter forgæves at have søgt stillingen som koncernchef (som gik til Lisbeth Knudsen). I perioden 2008-2013 var han administrerende direktør for Lokal Forsikring i Næstved, og han har samtidigt arbejdet som professionelt bestyrelsesmedlem. Den 1. august 2014 tiltrådte han en stilling som adm. direktør for Elsass fonden.
Ved kommunalvalget 2013 var han kandidat for Liberal Alliance til Region Hovedstaden, men blev ikke valgt.